# 澳門管理學院
澳門管理學院（葡萄牙語：Instituto de Gestão de Macau，英文簡稱：MIM），於1988年成立，隸屬澳門管理專業協會（葡萄牙語：Associação de Gestão (Management) de Macau，英文簡稱：MMA）。現有約300名學生就讀學院的學位課程。

## 簡介
澳門管理學院是澳門特區政府認可的非牟利高等教育機構，隸屬澳門管理專業協會。自1988年成立以來，澳門管理學院一直以提高澳門人才素質為已任，致力透過開辦高素質的學士學位課程及專業文憑課程，為在職人士提供優質的持續進修服務。成立以來，學院幫助逾千名在職人士實現升學夢想。配合特區政府社會持續的經濟發展，多元化的課程在充分迎合學生不同的學習興趣和需要，學歷均受澳門特區政府認可，廣受各界歡迎。
- 1988年：澳門管理學院成立
- 2000年7月：獲澳門特區政府批准，升格為一所高等教育機構[3]

## 宗旨
澳門管理學院旨在提供科學、人文、文化及技術的培訓，以適應工商業、公共機構及其他性質機構對工商管理理論和應用相結合的發展要求，尤其是在教學、科研、為社會提供服務及與其同類機構進行合作方面。
現時開辦課程包括:
- 商業管理碩士學位課程(18個月)
- 工商管理學士學位課程(四年)
- 工商管理副學士文憑課程(兩年)
- 專業文憑課程(一年)

## 校董會成員
- 顧問：廖澤雲、崔世昌、黃如楷
- 主席：謝思訓
- 副主席：莫志偉
- 司庫：鄭堅立
- 委員：劉永誠、鄧君明、霍慧芬、黃顯輝、馬浩賓、吳皆妍、高錦輝、唐繼宗、包敬燾、何小敏 、梁華權、徐偉坤、李向玉、尹一橋

## 助你邁向專業認證
會計專業學士課程獲ACCA認證 課程內容及質量廣受國際認可
澳門管理學院工商管理學士學位課程（會計學專業）在2019年4月榮獲特許公認會計師公會（The Association of Chartered Certified Accountants, ACCA）認證。所有循四年學制入學的工商管理學士（會計學專業）於2019年1月1日至2023年12日31日期間的畢業生，在參加ACCA考試時最多可獲九科免考。
在取得ACCA認證後，學院將為本澳從事或有志於會計行業發展的在職人士提供考獲一個國際認可會計專業資格的途徑。

## 什麼是「Blended Learning融合式學習」?
使用「Blended Learning融合式學習」模式的課程，讓學習活起來
這種學習模式是同時使用兩種方式將教學內容傳授給學生，以傳統的面授課堂為基礎，通過直接講授向學生闡釋學科內容重點，並以多媒體教學工具幫助學生在線上以多角度進行學習與思考，由單向教學模式變成雙向學習模式，大大提升教學的互動性，讓學習不再局限於教室內。澳門管理學院引進「Blended Learning融合式學習」方法，藉此希望能夠增加課程上課時間的彈性，學生可因應個人的情況更有效地將學習融入其工作與生活節奏中，使學習能夠真正地活起來。
澳門管理學院現時所開辦的工商管理學士學位課程（四年制）、工商管理副學士文憑課程 (二年制) 及專業文憑課程 (一年制) 
設有五個專業：
會計學、設施管理、人力資源管理、銀行與財務管理及管理學，均採用「Blended Learning融合式學習」作為授課模式。
每個專業的課程內容設計都是配合特區政府社會經濟發展的趨勢，務求讓學員能掌握理論及實踐的技巧，並幫助學員提升個人素質，加強對學習的信心以滿足他們在工作上的要求，增加晉升機會。
工商管理副學士文憑課程 (二年制) 及專業文憑課程 (一年制) 已經通過澳門高等教育局的審批，取得的學分可全數轉移至學士學位課程，因此學員只需完成學士學位課程餘下的科目便可取得學士資格，大大增加了學員持續進修的彈性。

## 商業管理碩士學位課程(MBA)
本院與美國夏威夷夏曼納德大學合辦的「商業管理碩士學位課程」為期18個月，課程特色為採用英語授課及彈性學習方式（網上學習輔以面授課堂），歷屆學生主要來自政府部門、酒店、高等教育機構、公營企業、運輸、傳媒及商業機構等中高層人士。由美國夏曼納德大學的教授授課，並由澳門管理學院的導師作輔導。
現時共有三屆畢業生:
第一屆課程於2015年9月完結，畢業生共有17人；
第二屆課程於2018年2月完結，畢業生共有17人；
第三屆課程於2020年8月完結，畢業生共23人。

## 持續進修課程
- 專業課題工作坊
- 證書課程
- 與本澳業界及政府部門合辦培訓課程
- 企業內部培訓課程
- 博雅及興趣班

## 師資
學院擁有一群具教育熱誠的專業導師，而且部份均具有博士學位並具備豐富的教學及管理經驗，肯定有助學生兼顧理論與實踐的學習，加強自信及為自己訂立和努力追求具挑戰的目標。

## 學院規模/設施
澳門管理學院於中華總商會大廈九樓(全層)，課室分佈在八、九及十六樓共11個課室。
其他設備主要有電腦室、圖書館、休息室，同校內提供wifi無線上網服務。

## 外部連結
- 澳門管理學院 （页面存档备份，存于）
- FB專頁 （页面存档备份，存于）